# دستغرد مهر أوران
دستغرد مهر أوران هي قرية في مقاطعة مباركة، إيران. عدد سكان هذه القرية هو 1,004 في سنة 2006.